# Dominion: Prethodnik Egzorciste
Dominion: Prethodnik Egzorciste (eng. Dominion: Prequel to the Exorcist) je američki horor / triler iz 2005. godine, kojeg je režirao Paul Schrader. Film je bio stavljen na čekanje nakon što je Renny Harlin zamijenio Schradera na mjestu redatelja filma Egzorcist: Početak (eng. Exorcist: The Beginning). No, nakon što je Harlinova verzija loše prošla, Morgan Creek je dopustio da Schraderova verzija filma izađe pod naslovom Dominion: Prethodnik Egzorciste.
Radnja filma je u biti ista kao u filmu Egzorcist: Početak, s tim da je raspoloženje u filmu više misaono a manje nasilno. 

## Radnja
Mladi velečasni Lankaster Merrin (kojeg glumi Skarsgård, koji je tumačio istog lika u prethodniku iz 2004.) putuje u istočnu Afriku. On namjerava ponovno izgraditi svoju vjeru, koja je bila uzdrmana, nakon što je svjedočio nekim od velikih užasa Drugog svjetskog rata. On se ondje susreće s ekipom arheologa, koji tragaju za crkvom za koju vjeruju da je bila zatrpana stoljećima. Naime, oni je žele iskopati. Merrin im u tom naumu pomaže, nakon čega slijed događaja vodi do njegovog susreta s Pazuzuom, demonom koji će se vratiti u filmu Egzorcist.

## Glavne uloge
- Stellan Skarsgård kao velečasni Lankester Merrin
- Gabriel Mann kao velečasni Francis
- Clara Bellar as Rachel Lesno
- Billy Crawford kao Cheche
- Ralph Brown kao Časnički namjesnik
- Israel Aduramo kao Jomo

## Vanjske poveznice
- Službena stranica
- Dominion: Prethodnik Egzorciste u internetskoj bazi filmova IMDb-a
- Stranica obožavatelja